# Patriarchat von Konstantinopel der Armenischen Apostolischen Kirche

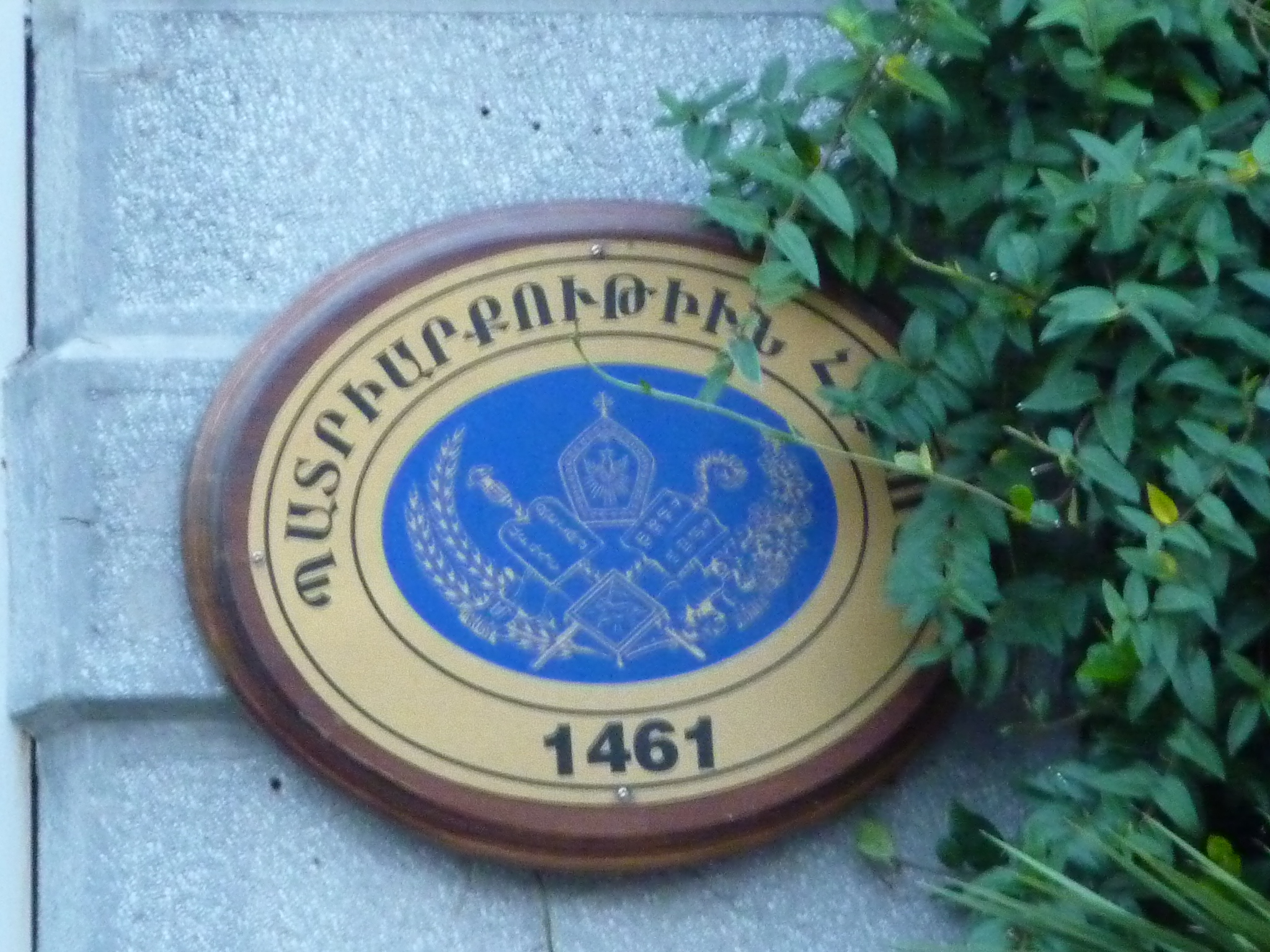
Patriarchatslogo

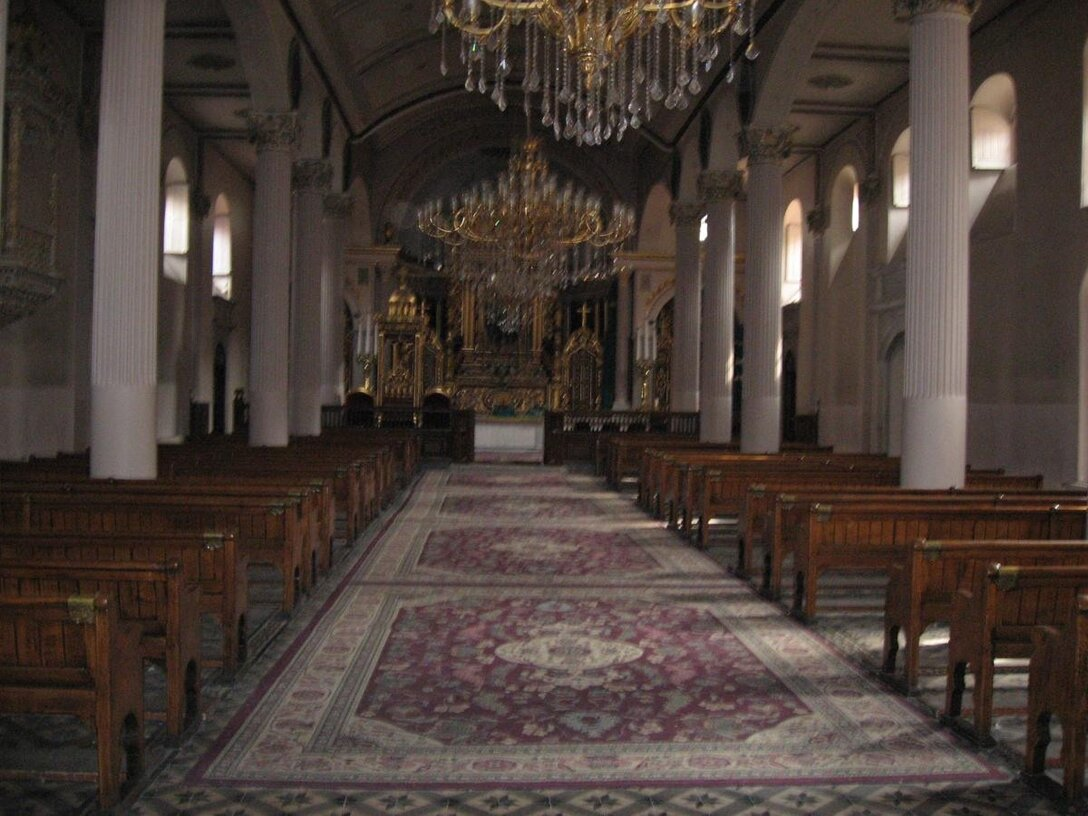
Innenraum der Frauenkirche (Patriarchale Heilige-Mutter-Gottes-Kirche)

Das Patriarchat von Konstantinopel ist das Erzbistum von Konstantinopel (heute Istanbul) der Armenischen Apostolischen Kirche und neben dem Patriarchat von Jerusalem eines der zwei Patriarchate jener Kirche.

## Geschichte
Ein Kirchengebäude der Armenier in Konstantinopel (heute: Istanbul) bestand bereits Anfang des 14. Jahrhunderts Für 1330/31 ist ein Bischof chalcedonensischer Armenier in Konstantinopel bezeugt.
Im Jahr 1461 übernahm angeblich der armenische Bischof von Bursa, Hovakim, auf Wunsch des Sultans die Leitung der Armenier-Gemeinde im 1453 von den Türken eroberten Konstantinopel. Der dortige armenische Bischof erlangte im 15./16. Jahrhundert den Titel eines Patriarchen, aber erst im 17./18. Jahrhundert allmählich Jurisdiktion über andere Prälaten im Osmanenreich. Sodann fungierte er als das staatlich anerkannte Oberhaupt der armenischen und (bis 1830) aller anderen nicht-byzantinisch-orthodoxen Christen im Osmanischen Reich. Zu seinem politischen Verantwortungsbereich gehörten damit auch die armenischen Katholikate in Sis und Aghtamar sowie das armenische Patriarchat von Jerusalem, ferner die west- und ostsyrischen Kirchen sowie das Koptische Patriarchat von Alexandrien.
Kirchlich stand das Konstantinopler bis in das 16. Jahrhundert unter dem Katholikat von Kilikien mit Sitz in Sis (seit 1517 osmanisch). Über Zuwanderer aus dem Osten (Großarmenien) verstärkte sich in der Folge der Einfluss des Katholikats von Etschmiadsin, das zeitweilig selbst unter osmanische Herrschaft geriet. Im 18. und 19. Jahrhundert erlangte das Konstantinopler Patriarchat faktisch die führende Stellung in der Armenisch-Apostolischen Kirche. In Konstantinopel lebte damals die weltweit mitgliederstärkste Gemeinde der christlichen Armenier.
Die staatskirchenrechtliche Stellung des Patriarchen machte die Besetzung der Konstantinopler Kathedra stark abhängig von den wechselnden politischen Lagen. Die insgesamt 115 Pontifikate (Amtszeiten) wurden von nur 84 Amtsträgern (Personen) ausgefüllt. Patriarch Karapet II. amtierte sogar fünf Mal (1676–1679, 1680–1681, 1681–1684, 1686–1687 und 1688–1689). Wegen Protests gegen die Armenierverfolgung 1896 wurde Patriarch Matheos III. Izmirlian abgesetzt und nach Jerusalem verbannt. Erst 1908, nach Absetzung des Sultans Abdülhamid II., durfte er zurückkehren.
1914 stand der armenische Patriarch von Konstantinopel 55 armenisch-apostolischen Diözesen oder kirchlichen Verwaltungseinheiten mit 1778 Pfarreien, 1634 Kirchen und etwa 1.390.000 Gläubigen vor. Dazu rechneten die armenischen Diözesen Zypern, Bulgarien, Rumänien und Griechenland. Geblieben sind davon das Patriarchat selbst sowie Bischöfe für verschiedene Gebiete in und um Istanbul. Das bis 1895 besetzte Katholikat von Aghtamar ging in das Konstantinopler Patriarchat ein.
Während des Ersten Weltkrieges war das Patriarchat von Konstantinopel vorübergehend aufgelöst. Ein staatliches Gesetz vom 1. August 1916 schuf ein kurzlebiges „Katholikat von Jerusalem“ als Oberhaupt aller Armenier des Osmanenreichs. Zum ersten Jerusalemer Katholikos-Patriarchen wurde Sahag II. Khabayan ernannt, der exilierte Katholikos von Kilikien. Der amtsenthobene Patriarch Zaven Der Yeghiayan von Konstantinopel (1913–1922) erhielt Bagdad als Wohnsitz angewiesen. 1919 kehrte er aus dem Exil in sein Amt zurück, trat unter Druck 1922 zurück und floh nach Bulgarien.

## Heute
In der Gegenwart kann zum armenischen Patriarchen von Konstantinopel nur ein türkischer Staatsbürger gewählt werden. De facto muss seine Wahl außerdem der Regierung genehm sein. Offiziell wird sie ihr nur angezeigt und dem neuen Patriarchen durch Kabinettsbeschluss das Recht zuerkannt, seine Amtskleidung auch in der Öffentlichkeit zu tragen, wie dies in der Türkei nur Oberhäuptern von Religionsgemeinschaften gestattet ist.
Das Patriarchat zählt heute kaum noch mehr als eine Diözese und etwa 70.000 Gläubige, davon leben 60.000 in der Türkei. Damit ist gleichwohl die armenisch-apostolische Kirche die heute größte christliche Gemeinschaft in der Türkei. Von den Kirchenmitgliedern leben wohl 45.000 in Istanbul und Umland und besitzen ca. 35 Kirchen. Daneben bestehen noch Gemeinden in Kayseri, Diyarbakır, İskenderun und Vakif (Hatay).
Sitz und Kathedrale des Patriarchen befinden sich im Viertel Kumkapı des Istanbuler Stadtteils Eminönü.
Der letzte Patriarch, S. S. Mesrop Mutafyan, war vor seinem Tod im März 2019 jahrelang aus gesundheitlichen Gründen nicht mehr imstande, sein Amt auszuüben. Im Dezember 2019 wurde Bischof Sahag II. Maschalian zu seinem Nachfolger und zum 85. Patriarchen von Konstantinopel der Armenischen Apostolischen Kirche gewählt.